# Saint-Rémy (Deux-Sèvres)
Saint-Rémy ist eine französische Gemeinde mit 1.090 Einwohnern (Stand: 1. Januar 2022) im Département Deux-Sèvres in der Region Nouvelle-Aquitaine (vor 2016: Poitou-Charentes). Sie gehört zum Arrondissement Niort und zum Kanton Autize-Égray.

## Geographie
Saint-Rémy liegt etwa sieben Kilometer nordwestlich des Stadtzentrums von Niort. Umgeben wird Saint-Rémy von den Nachbargemeinden Villiers-en-Plaine im Norden, Saint-Maxire im Nordosten, Sciecq im Osten, Niort im Süden und Südosten, Coulon im Südwesten sowie Benet im Westen.

## Bevölkerungsentwicklung
| Jahr                       | 1962 | 1968 | 1975 | 1982 | 1990 | 1999 | 2006 | 2018 |
| Einwohner                  | 423  | 386  | 440  | 567  | 703  | 820  | 1006 | 1114 |
| Quellen: Cassini und INSEE |      |      |      |      |      |      |      |      |

## Sehenswürdigkeiten
- Kirche Saint-Rémy, Reste der früheren Burg aus dem 16. Jahrhundert

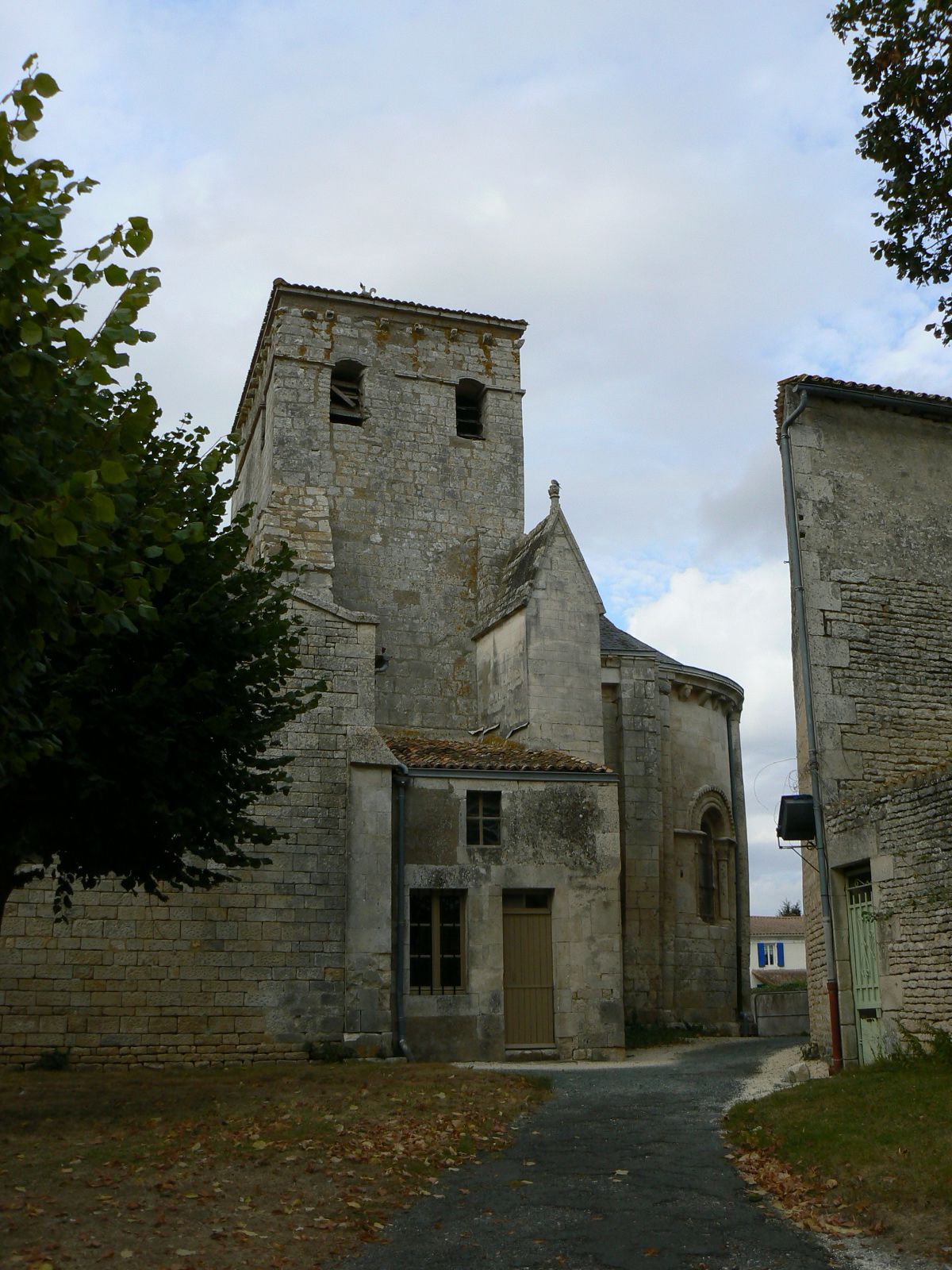
Kirche Saint-Rémy